# Nelson (Nuova Zelanda)
Nelson (in maori Whakatū) è una città della Nuova Zelanda situata nella parte settentrionale dell'Isola del Sud sullo stretto di Cook.
È capoluogo amministrativo di una delle cinque autorità unitarie del paese, accentra infatti sia i compiti della regione sia quelli del distretto.
Nelson è un centro artistico di un certo rilievo in Nuova Zelanda: ospita il festival annuale Wearable Arts Awards (i cui vincitori hanno il privilegio di vedere esposte le proprie opere al museo apposito, il Wearable Arts Museum); altrettanto importante il Nelson Arts Festival.
Nelson prende il suo nome dall'ammiraglio inglese Horatio Nelson, vincitore nella Battaglia di Trafalgar del 1805, in cui sconfisse le flotte francesi e spagnole.
Nella zona di Nelson sono presenti segni evidenti di un antico insediamento maori, datato all'incirca al 900 d.C.
I primi coloni inglesi arrivarono all'incirca nel 1841 a seguita della compagnia coloniale New Zealand Company. 
Nelson acquisì lo status di città nel 1858, in quanto sede di un vescovo anglicano; il ruolo che ha avuto la chiesa nello sviluppo della città è notevole: Nelson vanta la seconda chiesa più antica del paese (1846), la parrocchia di St. John.
Andrew Sutter, vescovo di Nelson dal 1867 al 1891, si può considerare il padre "artistico" della città, essendo lui stesso un grande conoscitore di arte nonché un fine pittore: la galleria della città che porta il suo nome, il perno delle attività culturali della zona, deve la sua nascita alla donazione che il vescovo fece alla città della sua pregevole collezione di acquerelli, testimonianza del primo periodo coloniale.
La vita economica di Nelson è legata al turismo estivo (attratto grazie alle bellissime spiagge sconfinate), e alla coltivazione. L'agricoltura produce gran parte dei luppoli e tutto il tabacco della Nuova Zelanda; da ricordare anche la coltivazione di vari tipi di frutta.